# D'Lëtzebuerger Land
d'Lëtzebuerger Land és un setmanari luxemburguès publicat en alemany, francès i luxemburguès. d'Lëtzebuerger Land va ser fundar el 1954 per un grup de financers. El diari va rebre 259.954 euros en subvenció de la premsa estatal, el 2009. El 2004 el tiratge de d'Lëtzebuerger Land va ser de 7.000 còpies.